# 生化奇兵 (游戏)
《生化奇兵》（英語：BioShock）是一款第一人称射击游戏，由2K Boston和2K Australia开发（以前称为Irrational Games），遊戲的概念由Irrational的創意總監肯·萊文開發。2007年8月21日Windows和Xbox 360版本在北美洲发布，三天后在欧洲和澳大利亚发布，台湾地区则发行於2007年9月15日。2008年11月16日，游戏几经跳票後，由中电博亚在中国大陆发行简体中文版。为通过中国新闻出版总署之审批，简体中文版对游戏中的很多“血腥暴力”内容做了屏蔽和删改处理。
PlayStation 3版本的游戏由2K Marin开发，2008年10月17日在国际市场上发布，2008年10月21日在北美地区发布的版本有一些额外的功能。移动平台的游戏目前正在由IG Fun开发。

## 游戏设定
《生化奇兵》設定在1960年，玩家扮演主人公杰克（Jack），他的飞机在靠近探海球終點站的海洋上失事墜毀後，便引導他至一个水下城市銷魂城。這個城市由大亨安德魯·雷恩建立，打算城市變成一個在孤立的烏托邦，但發現了亞當物質（ADAM），一種可用於授予超人類能力的遺傳物質後，便開始了城市的動盪衰退。杰克試圖尋找方法逃走及戰鬥以穿過大量被亞當物質著迷的敵人，以及有代表性而致命的大老爹，同時與幾個剩餘神志正常的人交手和最終得知銷魂城的過去。玩家作為杰克，能夠通過使用武器，利用物質產生獨特力量，以及通過轉變銷魂城本身的防禦來對抗他們的多種方式擊敗敵人。《生化奇兵》游戏中包含了角色扮演的元素，給予玩家不同的提議來應付敵人，例如潛行，還有拯救或殺死角色的道德選擇。此外，遊戲和生物朋克的主題概念也從生存恐怖類型借用過來。开发商和萊文认为该游戏是《网络奇兵》系列游戏的「精神继承者」。
游戏收到了积极的评价，在Game Rankings的基于用户评论的最佳游戏排行榜中名列第22。主流媒体特别称赞其“基於道德观”的故事情节，逼真的环境和受到艾茵·兰德和乔治·奥威尔启发的反面乌托邦故事。该游戏的续集《生化奇兵2》已于2010年发行，還有由Irrational Games製作的第三集《生化奇兵：無限之城》於2013年發行。遊戲的復刻版在2016年9月13日發售，作為《生化奇兵合集》的一部份，內容包含《生化奇兵2》和《無限之城》。本作的复刻版从2017年12月5日起支持简体中文。復刻版在Microsoft Windows、PlayStation 4、Xbox One和Nintendo Switch上发售。
生化奇兵及其试玩版均采用SecuROM保护，使用了Rootkit技术来防止盗版，使用检测工具来检测Rootkit的是很困难的，因为这些原因，Rootkit可能被用于隐藏恶意程序。开发商在游戏发布几年后移除了DRM。

## 剧情

在最高画质下的游戏画面

游戏开始时，玩家扮演主角杰克，1960年他所乘坐的飞机坠毁在大西洋中，那时销魂城的社会秩序已经崩溃。游出水面后，杰克发现自己是空难的唯一幸存者，于是游到了附近岛上的一座巨型灯塔下。在那儿他发现一只潜水球，他用它潜入海中，进入了销魂城。一名叫阿特拉斯的爱尔兰人用潜水球里的无线电通信装置指引杰克前往安全地点。这时，雷恩认为杰克是地面上国家的间谍，他利用销魂城的自动化系统和被信息素控制的缝合人试图杀死杰克。阿特拉斯告诉杰克他若想幸存，便只能利用质体赋予的能力，而且必须杀死小妹妹们来获取她们的亚当物质。小妹妹们的创造者Tenenbaum博士偶然听见了阿特拉斯的话，他截住了杰克，鼓励他挽救小妹妹们，并给了他一颗质体，它能替换每个小妹妹体内植入的海蛤蝓。阿特拉斯说他的妻子和孩子被藏在一个潜水艇内，并指引杰克去找它。当杰克和阿特拉斯到达潜艇停泊的海湾时，雷恩毁掉了潜艇；狂怒的阿特拉斯要杰克杀了雷恩。

## 开发

### 游戏引擎
《生化奇兵》采用一个高度修改的Unreal Engine 2.5的版本，Irrational Games曾将其用于第一人称射击游戏《霹雳小组4》和《霹雳小组4：斯氏集团》的开发。在2006年5月，Levine在E3接受采访时宣布一些虚幻引擎3的功能也将被整合在内，他强调新引擎将加强水体效果。Windows版本的《生化奇兵》支持Direct3D 10（DirectX 10标准）的功能和内容，同时也可以在DX9的模式运行。两种API可实现的图像质量有所不同，DX10可实现额外的水体效果和软粒子效果。生化奇兵也使用Havok物理引擎，可以增强游戏中的物理效果和引擎内置的布娃娃系统，这使得游戏环境中运动的物体更加逼真。
Irrational Games负责《生化奇兵》开发的领衔程序员Chris Kline表示《生化奇兵》支持多线程并行运算，以下内容可以单独运行：
- 仿真更新（Simulation Update）1线程
- 用户界面更新（UI update）1线程
- 渲染（Rendering）1线程
- 物理（Physics）Xeon处理器为3线程，PC机至少有1线程
- 音频状态更新（Audio state update）1线程
- 音频处理（Audio processing）1线程
- 纹理流（Texture streaming）1线程
- 文件流（File streaming）1线程

## 人物
- 杰克、主人公
- Atlas
- Fontaine
- Andrew Ryan
- Tenenbaum（德国医生、女）
- 易蘇崇（中国医生、男）

## 荣誉与奖项
《生化奇兵》发售后获得广泛赞誉，并赢得多个年度游戏奖项。其中包括：
- 在2007年 Spike Video Game Awards 中获得“年度最佳游戏”与“最佳原创配音”奖项；[27]
- 在2007年英国电影和电视艺术学院游戏奖（BAFTA Games Awards）中获得“最佳游戏”奖；[28]
- 被IGN评选为2007年度Xbox 360最佳游戏；
- 被GameSpot评选为2007年度最佳艺术风格与最佳音效；[29]
- 在2008年互动艺术与科学学院（AIAS）颁发的Interactive Achievement Awards中获得“最佳原创冒险游戏”与“年度游戏”。[30]

## 相關媒體

### Netflix改編電影
2022年2月，Netflix宣佈將會把《生化奇兵》系列改編成電影。
| 汇总媒体   | 得分                                            |
| ---------- | ----------------------------------------------- |
| Metacritic | PC: 96/100 X360: 96/100 PS3: 94/100 iOS: 68/100 |

| 媒体          | 得分   |
| ------------- | ------ |
| 1UP.com       | A+     |
| Edge          | 8/10   |
| 电子游戏月刊  | 10/10  |
| Eurogamer     | 10/10  |
| Game Informer | 10/10  |
| GameSpot      | 9/10   |
| GameTrailers  | 9.5/10 |
| IGN           | 9.7/10 |
| 官方Xbox杂志  | 10/10  |
| PC Gamer英国  | 95%    |
| PC Zone       | 96%    |
| TouchArcade   | 4/5    |